# 座喜味一幸
座喜味 一幸 （ざきみ かずゆき、1949年（昭和24年）12月15日 - ）は、日本の政治家。第3代宮古島市長（1期）。元沖縄県議会議員（3期）。

## 来歴
1949年、アメリカ統治下の沖縄（宮古民政府）平良市（現・沖縄県宮古島市平良字西仲宗根）に生まれる。平良市立北小学校（現・宮古島市立北小学校）、平良市立平良中学校（現・宮古島市立平良中学校）、琉球政府立宮古高等学校（現・沖縄県立宮古高等学校）卒業。1972年、琉球大学農学部卒業。同年、沖縄の本土復帰（沖縄返還）に伴い設置された沖縄総合事務局に入局。
1995年、宮古土地改良区事務局長就任。
2008年、沖縄県議会議員選挙に自由民主党公認で立候補し初当選。2016年に3期目の当選を果たす。
2017年1月14日、自民党を離党。座喜味は同年1月22日の宮古島市長選挙で自民党が推薦した現職の下地敏彦ではなく、前市議の真栄城徳彦の支持を表明していたことから、「組織に迷惑を掛けないように離党を届けた」とその理由を述べた。2017年9月に自民党会派に復帰した。
2019年1月29日、全会派で合意していた辺野古米軍基地建設のための埋立ての賛否を問う県民投票の条例改正案に反対票を投じ造反。
2020年の県議選は無所属で立候補し、次点で落選。
2021年1月17日投開票の宮古島市長選に、立憲民主党、日本共産党、社会民主党、沖縄社会大衆党の推薦を受け、無所属の新人として立候補。現職の下地敏彦を下して初当選した。1月25日、宮古島市長に就任。
2025年1月19日の宮古島市長選挙で前副市長の嘉数登に敗れた。これにより「オール沖縄」系の市長がいなくなった。

## 宮古島市長選挙
県議時代は対立してきた玉城デニー沖縄県知事のオール沖縄勢力のほか、保守系の一部も座喜味の支援に回り、保革共闘の「ワンチームみゃーく」を形成して、選挙戦を展開した。対立候補は、保守系市長の会「チーム沖縄」会長で、現職の下地敏彦（自民・公明推薦）であり、事実上の保守分裂選挙となった。地元選出の衆議院議員西銘恒三郎、下地幹郎の両氏らが宮古島入りし、下地支援を訴えたほか、菅政権は菅義偉首相の秘書と自民党職員2人を下地の事務所に派遣し、地方選としては異例の態勢を敷いた。また、告示前には元防衛大臣の小野寺五典自民党組織運動本部長も現地入りし、2019年以降に駐屯した約700人の陸上自衛隊関係者らへのてこ入れを図った。中国との距離が近い離島では、陸上自衛隊の駐屯地整備など政府方針を歓迎する向きもあり、米軍普天間飛行場（宜野湾市）の名護市辺野古への移設で政府と対立する沖縄本島とは温度差も生じ、保守地盤で「反玉城県政」の牙城という印象も強く、自民党幹部らは下地の勝利を信じていた。しかし、前回の選挙で大きな争点となっていた陸上自衛隊配備計画は、2019年3月に宮古島駐屯地が開設され、宮古島での配備がほぼ完了したことから、両候補ともに容認の姿勢で今回の選挙では争点にならず、「市政刷新」のスローガンのもと保革共闘が実現したことや、多選とされる4期目を目指す現職への批判も高まっていたことなどを受け、結果は、座喜味が下地を2782票差で破り、初当選を果たすこととなった。
※当日有権者数：44,376人 最終投票率：65.64%（前回比：-2.59pts）
| 候補者名   | 年齢 | 所属党派 | 新旧別 | 得票数   | 得票率 | 推薦・支持                                                 |
| ---------- | ---- | -------- | ------ | -------- | ------ | ---------------------------------------------------------- |
| 座喜味一幸 | 71   | 無所属   | 新     | 15,757票 | 54.84% | （推薦）立憲民主党・日本共産党・社会民主党・沖縄社会大衆党 |
| 下地敏彦   | 75   | 無所属   | 現     | 12,975票 | 45.16% | （推薦）自由民主党・公明党                                 |

しかし、2025年の宮古島市長選挙は6人戦となり、座喜味は2位で落選した。
※当日有権者数：44,633人 最終投票率：58.99%（前回比：-6.65pts）
| 候補者名   | 年齢 | 所属党派 | 新旧別 | 得票数  | 得票率 | 推薦・支持                                                 |
| ---------- | ---- | -------- | ------ | ------- | ------ | ---------------------------------------------------------- |
| 嘉数登     | 61   | 無所属   | 新     | 9,345票 | 35.8%  |                                                            |
| 座喜味一幸 | 75   | 無所属   | 現     | 7,100票 | 27.2%  | （推薦）立憲民主党・日本共産党・社会民主党・沖縄社会大衆党 |
| 前里光健   | 42   | 無所属   | 新     | 6,128票 | 23.5%  |                                                            |
| 下地明和   | 67   | 無所属   | 新     | 3,123票 | 12.3%  |                                                            |
| 豊見山徹   | 64   | 無所属   | 新     | 162票   | 0.6%   |                                                            |
| 高橋敏夫   | 52   | 無所属   | 新     | 148票   | 0.6%   |                                                            |

### コロナ禍中の選挙運動
2021年の年明け以降、沖縄県内全域では新型コロナウイルスの感染者が急速に増加し、1月8日、玉城デニー沖縄県知事は、宮古島市にも営業時間短縮要請を行ったほか、離島との往来自粛も求めた（市長選直後の1月19日には、沖縄県独自の緊急事態宣言を発出する状況となっている）。こうした状況下で選挙運動が行われ、玉城知事をはじめ多くの県議会議員らが沖縄本島から宮古島に選挙応援に入っていた。また、支持者らによる会合が両陣営ともに開かれており、市長選後には選挙事務所内で飲食を伴う祝勝会（打ち上げ）が行われ、マスクなしの場面や踊り（カチャーシー）で「3密」状態になっていた。その後、宮古島では新型コロナウイルスの感染者が急激に増加し、全国で最大規模の感染拡大となった。沖縄県立宮古病院では感染者の入院患者が増え、病院機能や病床確保が逼迫し、一般外来を中止するなど医療崩壊寸前の状況に陥ったことから、沖縄県は陸上自衛隊に災害派遣を要請し、看護官や後方支援の隊員らが災害派遣される事態となった。打ち上げなどが感染経路と判明した感染者も7人確認されたことから、市長選が大規模感染の一要因となった可能性が指摘されている。座喜味市長は、不適切な行為の責任を取るとして、自身の給与を3ヶ月間減額する議案を市議会に提出したが、対立する野党側から「市長職務者としての判断か政治家としてかなど質問への答弁が正確さに欠いている」との意見が上がり、野党全員の反対で否決された。一方、落選した下地陣営も同様に事務所で飲食をしており、下地の選対幹部は「細心の注意を払って感染防止対策をしていた」と釈明した。また、石垣市の中山義隆市長も下地敏彦の応援で同市を訪れ、複数の飲食店で選挙関係者らと接待を伴う会食をしていたことが判明。中山は「私の行動で石垣市民に本市の感染対策に不安を与え、宮古島市民に迷惑をかけたことに対し、心よりおわびしたい」と陳謝した。